# Buccolicum carmen
Il Buccolicum Carmen è una raccolta di sedici egloghe di Boccaccio composte in un arco di tempo che va dalla gioventù fino agli ultimi anni di vita, rifacentesi al modello dantesco prima e a quello petrarchesco poi.

## Genesi e tematiche

### Dal modello dantesco a quello petrarchesco

#### Il soggiorno romagnolo: dalle egloghe dantesche a quelle petrarchesche
Dedicate a Donato degli Albanzani (nell'opera chiamato col soprannome di Appenninus) nell'ultimo componimento (Aggelos), le prime poesie bucoliche risentono fortemente dell'influenza dantesca. Dante, negli ultimi anni di vita, scambiò con l'erudito latinista Giovanni del Virgilio delle Egloghe in cui il poeta fiorentino difendeva la scelta del volgare per la propria gloria poetica. Boccaccio, che tra il 1345 e il 1347 soggiornò nelle corti romagnole, ravennati prima e forlivesi poi, riuscì a recuperare la corrispondenza tra il venerato Dante e Giovanni del Virgilio, e a ricopiarla in quello che è lo Zibaldone Laurenziano XXIX 8, conservato presso la Biblioteca Medicea Laurenziana.
Nel contempo, Boccaccio venne a conoscenza, grazie ai contatti con Checco Miletto de Rossi, segretario di Francesco I Ordelaffi, dell'egloga petrarchesca Argus, scritta in occasione della morte di Roberto d'Angiò re di Napoli e diffusa presso la cerchia dei suoi fedeli ammiratori, tra cui Checco. Le egloghe petrarchesche, basate direttamente sul modello virgiliano, attirano maggiormente l'attenzione di Boccaccio, sia per l'impianto dialogico sia per quello linguistico e stilistico. L'interesse di Boccaccio per il modello petrarchesco toccò il vertice durante la visita che il Certaldese fece al Petrarca nel 1359, quando quest'ultimo era sotto la protezione dei Visconti. Durante questo soggiorno, Boccaccio poté vedere con i propri occhi l'autografo del Bucolicum Carmen, ricopiandolo e adattando la propria raccolta poetica sulla scia di quella del praeceptor.

### Tematiche e datazione
Boccaccio, negli anni 1367/1368, mentre trascorreva il suo tempo nella nativa Certaldo, mise insieme 16 egloghe collocabili, cronologicamente, tra il 1346-1348, al 1355 e al 1367. Ricalcanti il modello petrarchesco, le egloghe boccaccesche affrontano i temi più svariati, e sono indirizzate, oltre ad Appenninus (Donato degli Albanzani), anche a Petrarca (Silvanus): in esse si trattano di tematiche politiche e letterarie, ma le più significative sono l'ottava (Mydas) e la quattordicesima (Olympia). Nella prima, Boccaccio espone una violenta requisitoria contro il compatriota Niccolò Acciaiuoli, gran siniscalco del Regno di Napoli dal quale Boccaccio aspettava un qualche ruolo nella corte angioina; la seconda è invece una commovente lirica dedicata alla scomparsa della figlioletta Violante, avvenuta proprio mentre il Certaldese era in viaggio verso Napoli.

## LaLittera explanatoriaa Martino da Signa
Nell'epistola XIII, Boccaccio espone al suo amico, il frate agostiniano di Santo Spirito Martino da Signa, il significato allegorico delle egloghe da lui scritte. L'epistola, datata da Auzzas intorno al 1374, prima di iniziare a trattare il significato dei suoi componimenti poetici, espone velocemente le origini e la fortuna del genere bucolico, partendo da Teocrito per giungere fino a Petrarca:
L'aver escluso Dante dagli scrittori celebri di egloghe mostra l'ormai superamento del modello dantesco a favore di quello virgiliano, al quale Boccaccio si rifà direttamente.